# Tillandsia verapazana
Tillandsia verapazana är en gräsväxtart som beskrevs av Renate Ehlers. Tillandsia verapazana ingår i släktet Tillandsia och familjen Bromeliaceae. Inga underarter finns listade i Catalogue of Life.

## Bildgalleri

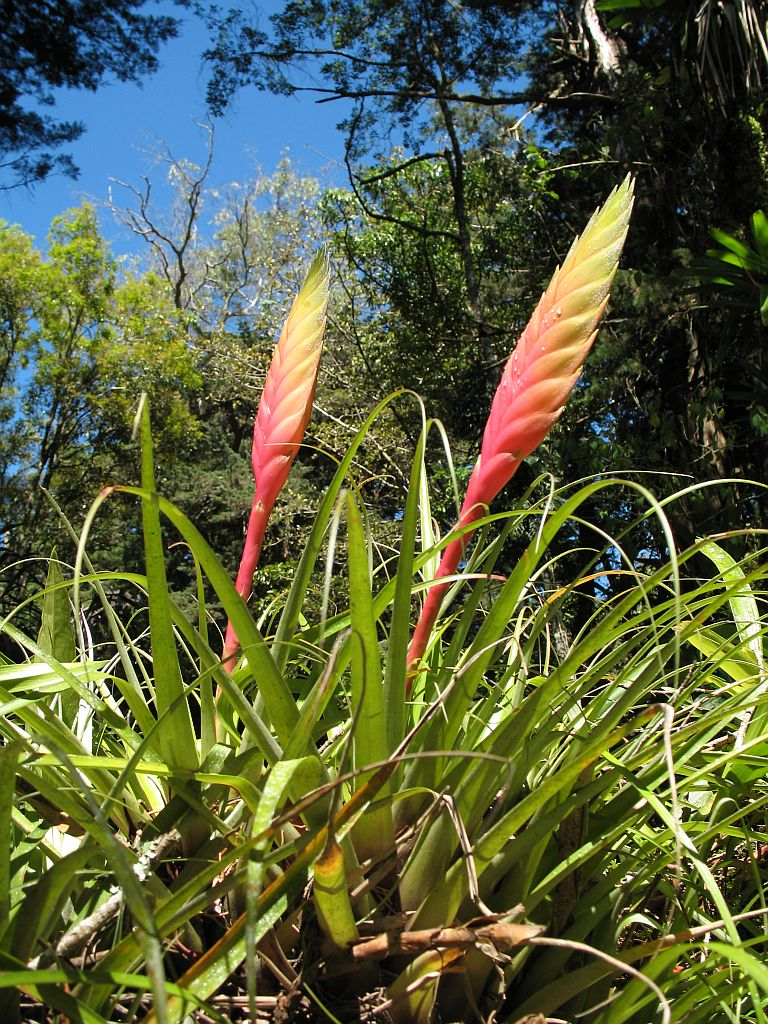